# Alouette–1

Alouette–1 kanadai ionoszféra kutató műhold.

## Küldetés
Feladata a Föld magnetoszféra vizsgálata. A gyakorlatnak megfelelően kettő műholdat építettek, ha az első meghibásodik, akkor két hónapos csúszással a második, a tartalék veszi át a tudományos kutatási szerepet.

## Jellemzői
Gyártotta az RCA Victor Company of Montreal és a Havilland Aircraft Kanada Toronto (DHC), üzemeltette a Kanada Védelmi, Kutatási és Fejlesztési Intézet (Defence Research and Development Canada) (DRDC).
Megnevezései: Alouette–1; COSPAR: 1962–049A (βα1). Kódszáma: 424.
1962. szeptember 29-én a Vandenberg légitámaszpontról egy Thor DM-21 Agena-B hordozórakéta az LC–75–1–1 (LC–Launch Complex) jelű indítóállványról a TAVE (Thor Agena Vibration Experiment) műhold társaságában juttatták alacsony Föld körüli pályára (LEO = Low-Earth Orbit). Az orbitális egység pályája 105,52 perces, 80,46 fokos hajlásszögű, elliptikus pálya perigeuma 996 kilométer, az apogeuma 1032 kilométer volt. Pályája az ionoszféra maximálisan ionizált rétege fölött húzódott, ahol a jövőben sok műhold fog szolgálatot teljesíteni.
Szferoid alakú, 1,07 méter átmérőjű, 0,86 méter magas műhold. Tengelye körül elektromágnesesen forgás-stabilizált, 500 nap után forgása lelassult. Műszerezettsége: fix frekvencia hangjelzők, magnetométer és hőmérséklet-mérések, vételi pozícióban adatátvitel- adat továbbítás (nem volt adatrögzítés). Adatait pályasíkjában napi 6 órában rögzítették. Dipólantennái 45,7 és 22,8 méter hosszúak. Tömege 145,7 kilogramm. Az űreszköz felületét napelemek borították, éjszakai (földárnyék) energia ellátását ezüst-cink akkumulátorok biztosították. Az akkumulátorokat a DRDC vegyi, biológiai- és sugárbiológiai laboratórium (DCBRL) speciális ága, a DRB fejlesztette és készítette, aki felelős volt a műhold hosszú élettartamáért.
1972 szeptemberében, tízéves működés után megszűnt az aktivitása, kikapcsolták. 2013. december 4-én belépett a légkörbe és megsemmisült.